# Blaesoxipha utah
Blaesoxipha utah är en tvåvingeart som beskrevs av Thomas Pape 1994. Blaesoxipha utah ingår i släktet Blaesoxipha och familjen köttflugor.
Artens utbredningsområde är Utah. Inga underarter finns listade i Catalogue of Life.